# 1217 Maximiliana
1217 Maximiliana (1932 EC) là một tiểu hành tinh vành đai chính được phát hiện ngày 13 tháng 3 năm 1932 bởi E. Delporte ở Uccle.
In 1932 there were 188 minor planets discovered.

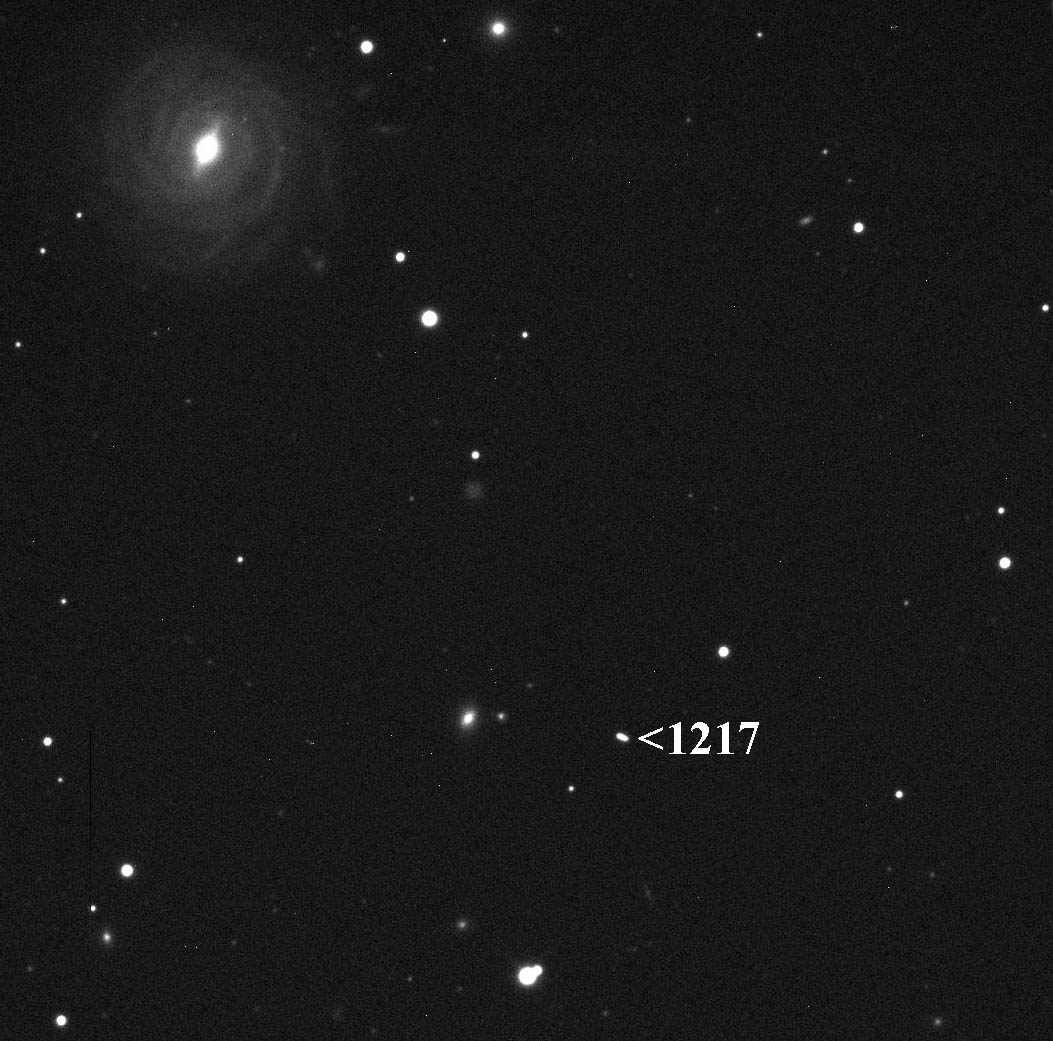
Asteroid 1217 Maximiliana (apparent magnitude 15.9) gần spiral galaxy NGC 521 (magnitude 13).